# Litavska rukometna reprezentacija
Litvanska rukometna reprezentacija predstavlja državu Litvu u športu rukometu.
Trenutačni izbornik:
Krovna organizacija:
Prvi nastup:

## Uspjesi

### Nastupi naEP-ima
Prvi i jedini nastup su imali na 1998., kad su osvojili 10. mjesto.

### Nastupi naSP-ima
Prvi i jedini nastup su imali na 1997., kad su osvojili 9. mjesto.